# Vannia Gava
Vannia Gava (Sacile, 30 giugno 1974) è una politica italiana, dal 2 novembre 2022 viceministro dell'ambiente e della sicurezza energetica nel governo Meloni.

## Biografia
Nata a Sacile, in provincia di Pordenone, iscritta alla Lega Nord di Umberto Bossi dal 1994, ricoprendo l'incarico di segretaria della sezione di Sacile dal 1995 al 1996, nel 2009 diventa assessore all'ambiente, politiche agricole e protezione civile e consigliera comunale di Sacile. Dal 2014 al 2018 è stata anche vicesindaco della giunta comunale di centro-destra guidata da Roberto Ceraolo. 
Alle elezioni politiche del 2018 viene candidata alla Camera dei deputati nel collegio uninominale Friuli-Venezia Giulia - 05 (Pordenone), sostenuta dalla coalizione di centro-destra in quota Lega, venendo eletta deputata con il 46,22% dei voti contro i candidati del Movimento 5 Stelle Giovanna Scottà (23,14%) e del centro-sinistra, in quota PD, Giorgio Zanin (21,72%).

### Sottosegretaria di Stato
In seguito alla nascita del governo Conte I tra la Lega e il Movimento 5 Stelle, il 13 giugno 2018 è stata nominata sottosegretaria di Stato al Ministero dell'ambiente e la tutela del territorio e del mare dal Consiglio dei ministri, carica che ha mantenuto fino alla fine del governo Conte I il 5 settembre 2019.
Il 25 febbraio 2021 viene indicata dal Consiglio dei Ministri come sottosegretaria al nuovo ministero della transizione ecologica del governo Draghi, entrando in carica dal 1º marzo e affiancando il ministro Roberto Cingolani.

### Viceministro dell'ambiente
Alle elezioni politiche anticipate del 2022 viene ricandidata alla Camera per la Lega, sia nel collegio uninominale Friuli-Venezia Giulia - 01 (Pordenone), sostenuta dalla coalizione di centro-destra, che come capolista nei 4 collegi plurinominali Campania 2 - 02, Emilia-Romagna - 02, Puglia - 01 e Friuli-Venezia Giulia - 01, oltreché nel collegio plurinominale Puglia - 04 in seconda posizione. Risulta eletta nell'uninominale con il 55,01% dei voti, superando nettamente più del doppio rispetto alla principale candidata del centro-sinistra Gloria Favret (22,13%).
Con la vittoria della coalizione di centro-destra alle politiche del 2022 e la seguente nascita del governo presieduto da Giorgia Meloni, il 31 ottobre 2022 viene indicata dal Consiglio dei Ministri come viceministro all'ambiente e della sicurezza energetica nel governo Meloni, entrando in carica dal 2 novembre e affiancando il ministro Gilberto Pichetto Fratin.

## Vita privata
Sposata con Antonio Dibari, colonnello dell'Arma dei Carabinieri, è madre di un figlio.